# آناهیت تاریان
آناهیت مناتساکانی تاریان (مخیتاریان) (ارمنی: Անահիտ Մնացականի Թարյան (Մխիթարյան)؛ Anahit Taryan زادهٔ ۹ فوریهٔ ۱۹۵۲) روزنامه‌نگار، مترجم و شاعر اهل ارمنستان است.

## زندگی‌نامه
وی در ۹ فوریه ۱۹۵۲ در واغارشاپات (اچمیادزین) به دنیا آمد و از دانشگاه دولتی ایروان (۱۹۷۴) فارغ‌التحصیل گشت. نوِر مخیتاریان خواهر می‌باشد. وی از سال ۲۰۰۲ عضو اتحادیه نویسندگان ارمنستان است. وی برنده جوایزی همچون مدال یادبود نخست‌وزیر ارمنستان (۲۰۱۷) شد.